# Krups
Krups – niemieckie przedsiębiorstwo zajmujące się produkcją artykułów gospodarstwa domowego, założone w 1846 przez Roberta Krupsa w Solingen, w kraju związkowym Nadrenia Północna-Westfalia, w Niemczech. Przedsiębiorstwo jest jednostką zależną francuskiego Groupe SEB, właściciela m.in. Tefal czy Moulinex. 